# Bhagavata Purana
Het Śrīmad Bhāgavatam of Bhāgavata-Purāṇa is het belangrijkste heilige verhalenboek van India. Het behoort tot de Purana-literatuur (smriti). Het woord purana (purāṇa) betekent vertelling. Men zou het boek als de Krishna-bijbel kunnen betitelen omdat er de verhalen over het leven en de (bhakti)cultuur van Krishna en Zijn toegewijden in staan. Hoewel in bepaalde stromingen Krishna als Vishnoe-avatar wordt gezien, wordt hij in het Śrīmad Bhāgavatam duidelijk als God Zelf aangewezen, en daarmee als bron van alle andere manifestaties, zoals Vishnoe: zie vers 1.3.28 (https://www.vedabase.com/en/sb/1/3/28) "kṛṣṇas tu bhagavān svayam", ofwel "Lord Śrī Kṛṣṇa is the original Personality of Godhead".

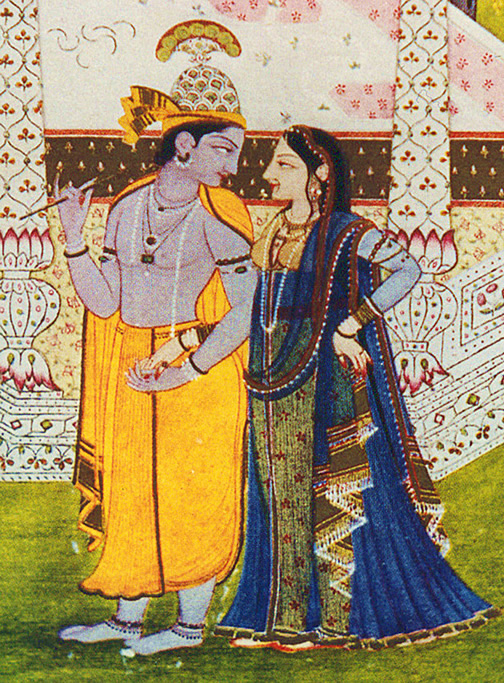
Het Bhāgavatam handelt over Heer Krishna en Zijn toegewijden

## Basisfilosofie
Het boek vormt de basis voor een eeuwenoude vaishnava-traditie van geestelijke erfopvolging waarin de boodschap wordt uitgedragen van de bhakti-yoga van het zich verenigen in het bewustzijn in toewijding voor Krishna als zijnde de belangrijkste avatar van Vishnoe, de bovenzinnelijke gedaante van de God van het behoud die alle andere goden omvat. Vishnoe treedt in dit verhaal naar voren als de bron van Brahmā, Śiva en de overige halfgoden, wijzen en godbewusten. Het boek wijst een eenzijdig monistische visie op de ziel af uitgaande van het eigen en eeuwige karakter (de svarūpa) van iedere individuele ziel. Ook wijst het het eenzijdig idee af van een God die enkel onpersoonlijk en vormloos is. Het onpersoonlijk aspect van God in de zin van de individuele aspecten van de tijd, de ether en de geest van het Absolute is in dit boek steeds onlosmakelijk verbonden met het persoonlijke aspect van de integriteit van het volkomen geheel van Vishnoe in Zijn vele verschijningsvormen, zo goed als het manifeste en niet-manifeste van God ook niet van elkaar te scheiden zijn.

## Plaats onder de Purāṇa's
De purāṇa's vormen zeer oude boeken over de (Gods-)geschiedenis van deze wereld en andere werelden vanuit een vedisch perspectief. In deze geschriften staan de oude verhalen van India die handelen over de kwaliteiten van de Hoogste Persoonlijkheid van God in Zijn vele verschijningen, over Zijn doen en laten en over de handelingen en cultuur van Zijn talloze toegewijden.
De traditie vermeldt achttien grote of mahāpurāṇa’s, waarvan het Śrīmad bhāgavatam als de belangrijkste geldt. Het Bhāgavatam zelf is weer onderverdeeld in twaalf canto's, boekdelen, met in totaal 335 hoofdstukken, die samen achttienduizend verzen bevatten. De Purāṇa's zijn in drie categorieën van steeds zes Purāṇa's onderverdeeld, en wel zes Purāṇa's geschikt voor degenen die zich in de geaardheid goedheid bevinden (Vishnu-purāṇa's), zes Purāṇa's geschikt voor degenen die zich in de geaardheid hartstocht bevinden (Brahmā-purāṇa's) en ten slotte zes Purāṇa's geschikt voor hen die zich in de geaardheid onwetendheid bevinden (Śiva-purāṇa's). Het Bhāgavatam behoort tot de Vishnu-purāṇa's. Deze oude verhalen zijn speciaal geschreven voor de gewone man die niet zo abstract kan denken en hebben tot doel het geconditioneerd zijn van de mens door de materie, het bepaald zijn door de materiële wereld, te doorbreken door het verschaffen van speciale richtlijnen voor iedere maatschappelijke geleding (varna en āśrama) zodat men een meer geestelijk bepaald leven gebaseerd op dharma kan leiden.

## Inhoud
De Purāṇa’s hebben ieder hun eigen specifieke goddelijke manifestatie. In het Śrīmad bhāgavatam staat Śrī Krishna als zijnde een Vishnu-avatar centraal. Hij is erin te herkennen als de meest geliefde Vishnu-avatar, de Hoogste Persoonlijkheid ofwel de Bhagavān, van God. In het Śrīmad bhāgavatam vormen alle canto's, alle boekdelen, een voorbereiding met een min of meer chronologische voorgeschiedenis van de vedische cultuur zoals die culmineerde in wat in het tiende Canto wordt behandeld als het leven van Krishna, van Hem als de grote redder van het dharma. Het was Krishna die een einde maakte aan de tijd - en corruptie - van de grote koningen (Dvāpara-yuga) en daarmee luidde Hij het politieke tijdperk, het z.g. ijzeren tijdperk, van de redetwist in (Kali-yuga). Het boek vormt een complex vervlochten raamvertelling waarin de wijze Suta Gosvami aan een vergadering van wijzen het verhaal vertelt over hoe de laatste grote koning, keizer Pariksit die vervloekt werd door de zoon van een wijze die hij beledigde, op de oever van de Ganges zijn dood in zeven dagen afwacht met vasten van voedsel en water en slaaponthouding. In die tijd vertelt de zoon van de wijze Vyasadeva, Sukadeva die optreedt in de rol van een zwervende monnik, hem hoe de cultuur tot op dat tijdstip in elkaar zat - en ook daarna nog zal verlopen - en wat de rol en leer van Krishna was in de val van de vedische cultuur.

- Het eerste Canto begint met de nasleep van de grote oorlog die in de Mahābhārata beschreven wordt. 

- Canto twee behandelt de Heer als verblijvend in het hart en het verhaal van Brahmā die op de lotus mediteert over zijn oorsprong. 

- In Canto drie wijdt Maitreya uit over de Universele Gedaante, de Tijd en het verschijnen van Brahmā en Zijn wijzen, de demonen en de eerste avatāra's Varāha en Kapila.

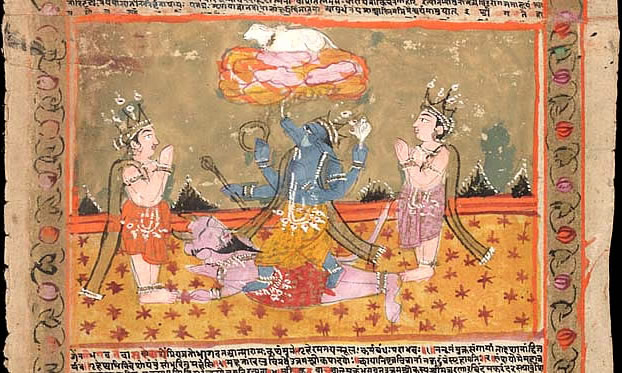
Een pagina uit de Bhāgavata-purāṇa met de avatar Varaha.

- In Canto vier gaat het over de orde in de wereld: Manu, Daksha, Dhruva, Prithu, de allegorie van Puranjana en de Praceta's.

- In Canto vijf gaat Shuka verder over Priyavrata, Rishabha, Bharata en de Structuur van het Universum.

- Canto zes behandelt het zich persoonlijk verhouden tot Narada, de wijzen en Indra, de hemelkoning.

- Canto zeven gaat in op het verschijnsel van de kwade heerser, het ontstaan van de bhakti en het varnasrama systeem.

- Canto acht behandelt de Manu's, Gajendra de olifant, het karnen van de oceaan van melk met de berg Mandara en het afgunstig zijn met de Heer.

- Canto negen gaat over onder andere de avatāra Rāma, het omgaan met de Tijd en de dynastieën van de zon en de maan.

- Canto tien vertelt van de geboorte van Krishna, de Aller-hoogste Persoonlijkheid van God, Zijn spel en vermaak op aarde, Zijn heldendaden zijn leringen en wijsheden samen met Zijn halfbroer Balarama die dezelfde status van Bhagavan geniet.

- Canto 11 gaat over de praktijk van de toewijding en wordt ook wel voor een deel de Uddhava Gita genoemd. Het behandelt het einde van de dynastie, koning Nimi en de Yogendra's en vertelt wat Heer Krishna Uddhava onderrichtte. Het is het grote verhaal over hoe de bhakti feitelijk in elkaar zit.

- Canto twaalf behandelt de vooruitzichten op het tijdperk van verval, Kali-yuga. Het verhaalt over het einde van keizer Pariksit, Markandeya Rishi en wat Kali-yuga inhoudt.

In 2.10: 1 verklaart Sukadeva Gosvami als de eerste filosoof-koning na Krishna, als de eerste maharaja-acarya die model stond voor de geestelijke erfopvolgingen met dit boek tot op de dag van vandaag: In dit [Bhāgavatam] zijn er [tien soorten van] uitspraken over het volgende: de schepping van het universum, de secundaire schepping, de verschillende werelden, ondersteuning [door de Heer], de sturing van het creatieve, de wisselingen van de Manu's, het opvolgen van goddelijke aanwijzingen, de terugkeer naar God, het vinden van bevrijding en het Hoogste Goed [beschrijving van de handelingen van Heer Krishna]. In 12.7: 9-11 wijdt hij hier verder over uit door dit te zeggen: De schepping [van dit universum, sarga], de daaropvolgende schepping [van verschillende werelden en wezens, visarga], de handhaving [het onderhoud, de vritti of sthana] en bescherming [de raksha of poshana van de levende wezens], de tijdperken van heersen [van de verschillende Manu's], de dynastieën [[[vamsa]]'s], de vertellingen over hen [vamśa-anucaritam], de vernietiging [van verschillende aard, pralaya of samstha], de motivatie [van het individuele of hetu] en de allerhoogste toevlucht [van de Fortuinlijke of apasraya], o brahmaan, vormen de tien onderwerpen van een Puraṇa zoals begrepen door de autoriteiten op dit gebied; sommigen stellen dat in verhouding tot de grotere, de minder grote Purāṇa's handelen over vijf onderwerpen.

## Bhāgavata
Bhāgavat is een woord dat verwijst naar de Heer. Men zou het kunnen vertalen met fortuin of geluk, en de vervoeging ervan bhāgavata als de fortuinlijke, de glorieuze, de heilige. Met fortuin bedoelt men vedisch gezien de volheid (bhaga) van de Heer die bestaat uit intelligentie, macht, schoonheid, verzaking, rijkdom en roem. Het is een begrip dat overeenkomt met het gnostische begrip pleroma. Bhāgavata-purāṇa betekent dan ook het Verhaal van de Fortuinlijke. De titel van dit boek heeft echter behalve op de Heer, ook betrekking op de zuivere toegewijde en de goeroe of geestelijk leraar (de uttama adhikārī en de ācārya). In de prediking van het z.g. Bhāgavata-dharma worden zij allen fortuinlijk of bhāgavata genoemd. De titel gereserveerd voor de zuivere toegewijde houdt in dat men de principes van het boek de Bhāgavata nauwlettend nageleefd worden en dat de oorspronkelijke bedoeling en betekenis van de verzen bij het respecteren van het boek steeds voorop staat. De typische vaishnava bhāgavata heeft het hele boek gelezen en citeert uit 't hoofd in het Sanskriet er woord voor woord verzen van in zijn prediking.

## Oorsprong/Auteur
Historische studies suggereren dat de tekst stamt uit de 9e of 10e eeuw na Chr. ontstaan als een onderdeel van de bhakti-tradities. Niettemin houden de hindoetradities - en ook de tekst zelf - staande dat het Śrīmad bhāgavatam ongeveer 3100 v.Chr. werd geschreven door Krishna Dvaipāyana Vyāsadeva, ook wel Bâdarâyana genaamd. Dit wordt onder andere ondersteund door het feit dat de Sarasvatī rivier waar in de tekst (in S.B. 9.16: 23) naar wordt verwezen als zijnde een hoofdstroom, in ± 2000 v.Chr. opdroogde. Ook andere studies wijzen naar de veel oudere datering. Vyāsa is de filosoof die in India alle heilige teksten bij elkaar heeft gebracht. Hij stelde de Veda's samen, die ook wel bekendstaan als de śruti. Zijn naam betekent dan ook 'hij die samenbrengt/samenstelt'. In de Veda's is de vedische basiswijsheid te vinden, alsmede de mantra's voor de rituelen en de hymnen. Ook schreef hij het grootste epische gedicht ter wereld, de Mahābhārata waar de bhagavad gita deel van uitmaakt. Dat boek beschrijft de geschiedenis (itihāsa) van de val, ook historisch in het Bhāgavatam uitgeduid, die de vedische cultuur ooit maakte. Vyāsa schreef ook de overige zeventien Purāṇa's, alsmede de Brahmasutra, zijn hoofdwerk betreffende de "Absolute Waarheid".

## Cultuur

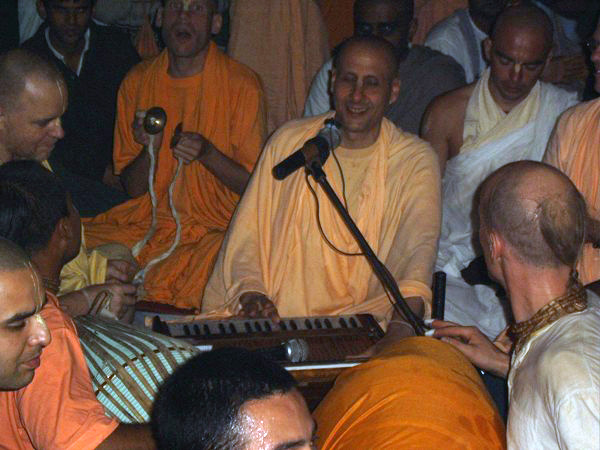
Vaishnava's in samenzang.

Vyāsa als de grootvader van de Kuru-dynastie die met de grote oorlog met zichzelf in conflict raakte, leefde zeer lang en dat stelde hem in staat om het hele 'Verhaal van de Fortuinlijke' en de andere boeken op te schrijven. Zijn zoon S'ukadeva die de boodschap van deze Bijbel doorgaf aan keizer Parīkşit staat model voor de geestelijk leraren van de paramparā, de erfopvolging in de wetenschap van de toegewijde dienst (de bhakti). In de loop der eeuwen raakte de traditie in verval, maar deze werd in de cultuur van de bhakti door de avatar Śrī Krishna Caitanya Mahāprabhu ('Nimai') weer hersteld. Deze had als uitgangspunt dat liefde voor Krishna alle valse onderscheidingen van klasse en geestelijkheid overwint. Het gaat er in zijn missie om het onpersoonlijke en de filosofie van de leegte die overal heerst in de wereld te bestrijden. In die traditie opvolgend werd het boek en de cultuur eromheen naar het Westen gebracht door de Vaishnava, de Vishnoe-monnik, A.C. Bhaktivedanta Swami Praphupāda. Samen met zijn leerlingen (bekend als de Hare Krishna's van ISKCON), realiseerde hij een vers voor vers becommentarieerde serie van boeken die het hele Bhâgavatam omvatten. De Nederlandse filosoof en schrijver Śrī Hayeśvar das (Hendrik van Teylingen) verzorgde het meeste paramparā-vertaalwerk in het Nederlands. Later in zijn leven, overgestapt op een andere tak van het vaishnavisme, verzorgde hij een versie in dichtvorm van het tiende en elfde Canto (verschenen bij Altamira). Ook schreef hij een versie voor kinderen. Deze laatste bewerkingen zijn versies die niet door ISKCON worden uitgedragen. Dit geldt ook voor de sedert 2000 ontwikkelde versie op het internet van Anand Aadhar Prabhu (de psycholoog René P.B.A. Meijer) die zijn uitleg "filognosie" noemt. ISKCON houdt zich hoofdzakelijk met het handhaven van de basisboeken en de bhakti-kloostercultuur van Prabhupāda bezig. De huidige (2008) eindverantwoordelijkheid voor de vaishnava-cultuur in Nederland ligt bij de Nederlandse ISKCON vaishnava-monnik Kadamba Kānana Swami.

## Belang
Het boek is qua status te vergelijken met de christelijke Bijbel en de islamitische Koran, waarin ook verhaald wordt over God, de Heer, Zijn kwaliteiten en vermogens alsmede over Zijn toegewijden die Zijn Heerlijkheid door de eeuwen heen proberen uit te dragen. Het Bhāgavatam dat als de meest ideale Hindoe-bijbel zich verhoudt tot de Bhagavad gita zoals de Christelijke Bijbel zich verhoudt tot de bergrede, wordt beschouwd als een voor de gewone man geschikt vanzelfsprekend commentaar op de Vedanta-sūtra. Het vormt de basisreferentie voor alle vaishnavistische exegese. Het is de meest gevierde purana vanwege de diepte van zijn filosofische beschouwingen en de volledigheid in het bespreken van de onderwerpen van de vedische cultuurgeschiedenis en de beschrijving van de verschillende avatara's en goden. Hoewel in het verleden onvertaalbaar geacht vanwege zijn filosofische gewicht en complexiteit, is er in de loop der tijden in de cultuur van de toewijding der bhakti (bhakti-yoga) niettemin een goed leesbare, woord voor woord in het Sanskriet te volgen, versie ontstaan die goed te begrijpen is voor zowel de academicus als voor intelligente mensen zonder een hogere opleiding. Naar eigen zeggen in S.B. 12.13: 15 bevat het boek de essentie van alle vedische filosofie; het is een boek dat dermate bevredigend is dat het de aantrekking overtreft van alle overige heilige teksten. Het boek wordt ook wel de perfecte Purāṇa genoemd.